# Stijn Vlaeminck

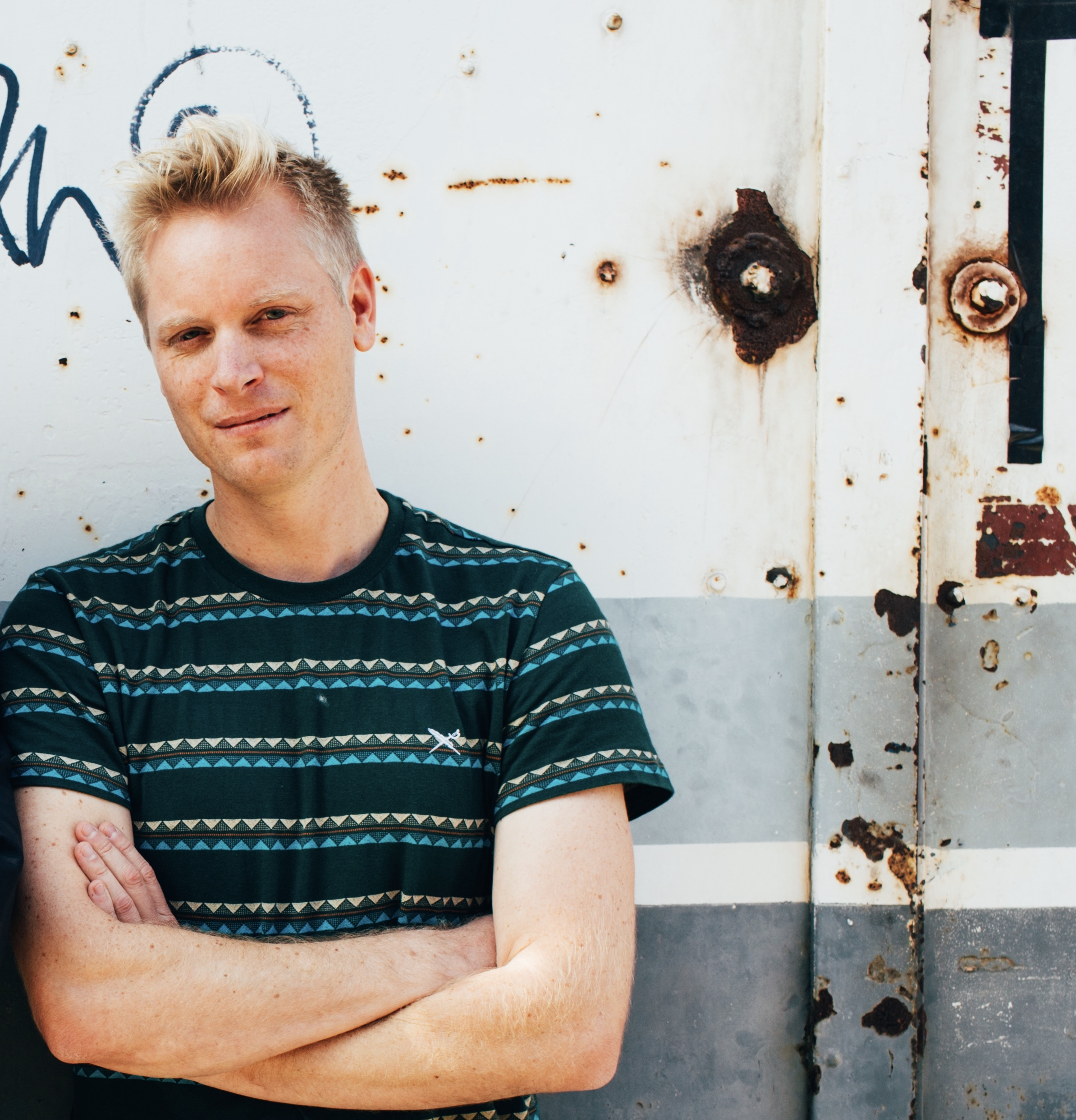
Stijn Vlaeminck

Stijn Vlaeminck (Lokeren, 2 mei 1982) is een Vlaams sportverslaggever bij VTM Nieuws en Het Laatste Nieuws.

## Levensloop
Na het behalen van een Universitair diploma in de Germaanse Talen begon hij in 2006 bij Sporza Radio. Hij was gespecialiseerd in de rubrieken atletiek en wielrennen. Stijn Vlaeminck won in 2008 een Internationale Radioprijs met een kritische reportage over de luchtverontreiniging in Peking in aanloop van de Olympische Spelen. 
In juni 2012 maakte hij de overstap van Sporza naar Studio Brussel. Hij presenteerde samen met Linde Merckpoel elke weekdag tussen 12 en 13 uur Studio Sport op Studio Brussel. Dat was meteen zijn eerste wapenfeit bij de muziekzender. Op 3 september 2012 begon hij bij het ochtendprogramma Siska Staat Op!, waar hij elke dag een sportupdate ging doen. Op zondag presenteerde vanaf september 2012 tot februari 2019 tussen 12 u en 13 Studio Sport, een programma over de ruime sportactualiteit. Tijdens het WK voetbal 2014 in Brazilië maakte hij met Katrin Kerkhofs voor Studio Brussel elke dag (van 12 u tot 13 u) live radio vanuit Brazilië in Studio Brasil. Intussen bracht Vlaeminck ook verslag uit vanop het EK voetbal in Frankrijk (2016) en vanop het WK voetbal in Rusland (2018). Hij ging ook al meermaals voor Studio Brussel naar de Tour de France. 
Vlaeminck was zelf actief sporter. Zo werd hij onder meer Belgisch kampioen 110 m horden (junioren) en haalde hij verschillende finales bij de senioren. 
In februari 2019 onderging Studio Brussel een verandering met een nieuw logo en nieuwe programma's als gevolg. 
In februari 2019 kreeg Vlaeminck een eigen programma genaamd Bij Vlaeminck bij Studio Brussel. Dat is een praatprogramma op zondagochtend (10-12u) dat live wordt uitgezonden vanuit zijn eigen huis in Gent. Elke week ontvangt hij gasten die aan de ontbijttafel stilstaan bij de actualiteit van de voorbije week.
In juni 2020 stapte Vlaeminck over naar DPG Media, waar hij als sportverslaggever zal werken voor VTM Nieuws en Het Laatste Nieuws.